# Lijst van voetbalinterlands Burundi - Zuid-Afrika (vrouwen)
Deze lijst van voetbalinterlands is een overzicht van alle officiële voetbalinterlands tussen de nationale vrouwenteams van Burundi en Zuid-Afrika. De landen hebben tot nu toe één keer tegen elkaar gespeeld. 

## Wedstrijden
| № | Plaats | Datum       | Competitie                   | Wedstrijd             | Uitslag |
| - | ------ | ----------- | ---------------------------- | --------------------- | ------- |
| 1 | Rabat  | 7 juli 2022 | Afrikaans kampioenschap 2022 | Zuid-Afrika − Burundi | 3 − 1   |

## Samenvatting
| Competitie              | Totaal gespeeld | Winst Burundi | Gelijk | Winst Zuid-Afrika | Doelsaldo Burundi – Zuid-Afrika |
| ----------------------- | --------------- | ------------- | ------ | ----------------- | ------------------------------- |
| Afrikaans kampioenschap | 1               | 0             | 0      | 1                 | 1 − 3                           |
| Totaal                  | 1               | 0             | 0      | 1                 | 1 − 3                           |